# Protomedeia grandimana
Protomedeia grandimana is een vlokreeftensoort uit de familie van de Corophiidae. De wetenschappelijke naam van de soort is voor het eerst geldig gepubliceerd in 1906 door Brüggen.